# Градец (Поградец)
Вижте пояснителната страница за други значения на Градец.
Градец или Поградечката крепост (на албански: Kalaja e Pogradecit) е крепост над град Поградец (Подградец), Албания. Най-високата точка на крепостта се издига на 205 m над Охридското езеро. Крепостта е обитавана от V век пр. Хр., когато там има илирийско селище, обградено със стени и различни типове къщи. Обитавана е до X век, като по-късно селището слиза надолу в местността Градище (на албански: Gradishte).